# Allison (álbum)
Allison es el álbum debut de la banda mexicana del mismo nombre. Fue lanzado el 26 de junio de 2006.
Originalmente dicho álbum estaba planeado para ser producido por Soundgüich, una disquera independiente mexicana y sería distribuida por Sony BMG, sin embargo, esta segunda disquera decidió producir el disco por sí sola.

## Lista de canciones
1. "Perdido"
2. "Frágil"
3. "80's"
4. "Aquí"
5. "Ya No Te Amo"
6. "No Mas de Ti"
7. "Me Cambió"
8. "Mi Destino"
9. "Llama Por Favor"
10. "Addisi"

### Edición especial
1. "Calcetas" (Cover de 301 Izquierda)
2. "Always" (Cover de Axpi)
3. "Otro Día Más" (Cover de Bye Sami)
4. "Quiero Saber" (Cover de Hule Spuma)
5. "Mario Bros 3" (Cover de Taller Para Niños)
6. "Amor Eterno" (Cover de Juan Gabriel)

## Créditos
- Erick Canales - Voz, Guitarra

- Abraham Isael Jarquín "Fear" - Guitarra

- Manuel Ávila "Manolín" - Bajo, Coros

- Roy Cañedo - Batería

## DVD
1. "Frágil" Videoclip
2. "Aquí" Videoclip
3. "Me Cambió" Videoclip
4. "Ya No Te Amo" Videoclip
5. "80's" Videoclip
6. "La Historia (Documental)"

## Certificaciones
| País   | Organismo certificador | Certificación | Ventas certificadas | Ref.  |
| ------ | ---------------------- | ------------- | ------------------- | ----- |
| México | AMPROFON               | Platino       | 100 000             | [ 1 ] |